# パノラマ太陽系
『パノラマ太陽系』（パノラマたいようけい）は、1980年にNHKの総合テレビで放送された天文科学番組である。1982年夏にも再放送された。

## 概要
太陽系の惑星と衛星について、人類が宇宙に探査機を送りどれだけ新しい知識を手に入れてきたのか、アメリカやソビエト連邦の探査機によって観測された成果を中心にまとめた全6回のシリーズ。夏休みに家族で視聴できるよう、午後7時半から8時までの時間帯に放送された。「宇宙」を視聴者により身近なものに感じてもらうため、月曜日は「月」、火曜日は「火星」というように、曜日に合わせた6つの太陽系の天体（月、火星、水星、木星、金星、土星）が番組テーマとして取り上げられた。番組の進行役を務めた東京大学助手の松井孝典（のちに同大学名誉教授）が情熱を込めて視聴者に語りかける姿は印象的かつ斬新で、シリーズは各回ともに好評を得た。
6日間連続するシリーズ番組が視聴者の興味と関心を繋ぎとめることができた要因として、制作に携わったNHKの高柳雄一は、探査機打ち上げのカウントダウンと轟音に続き、地球を「Mr.ブルー」として擬人化した詞を歌う、八神純子の澄んだ声が力強く響き渡って番組がスタートするテーマ曲「Mr.ブルー 〜私の地球〜」をアイディアの1つとして挙げている。番組の進行役にアメリカ航空宇宙局（NASA）から帰国して間もない松井孝典を起用したことに関しては、新進気鋭の若手研究者に総合テレビへの出演の機会を提供するのはかなり思い切った試みであったとし、テーマ曲の次にこのシリーズを特徴づけたとしている。
松井孝典によれば、「1980年当時のNHKの科学番組部では、総合テレビのゴールデンアワーにサイエンスをやりたいという悲願があるようだった」といい、午後7時のニュースの後に番組を放送したところ、視聴率が30%に達したという。また、ナレーションを担当した槇大輔は、「ゴールデンアワーに宇宙ものを一週間ぶち抜きで放送することは、当時としてはNHKにとってもセンセーショナルな出来事であり、印象として強烈に残っている」と語っている。

## 放送時間
1980年8月11日（月） - 8月16日（土） 19:30 - 20:00（全6回）（放送時間は日本時間）

## 番組テーマ
- 第1回（8月11日(月曜日)） - 月・その石が語った誕生の秘密
- 第2回（8月12日(火曜日)） - 火星・赤い惑星に生命を求めて
- 第3回（8月13日(水曜日)） - 水星・太陽直下の惑星に見た天地創造の日
- 第4回（8月14日(木曜日)） - 木星・太陽になれなかった巨大惑星
- 第5回（8月15日(金曜日)） - 金星・厚い大気の底に灼熱の地獄があった
- 第6回（8月16日(土曜日)） - 土星・その輪が外惑星の秘密を知っている

## 出演者
- 監修・解説 - 松井孝典（東京大学理学部助手）
- テーマ曲 - Mr.ブルー 〜私の地球〜（歌：八神純子）
- ナレーション - 槇大輔

## 関連作品
- 『パノラマ太陽系：ボイジャーは宇宙に何をみたか』 講談社、1981年4月。ISBN 9784061180598